# Ricks Road
Ricks Road – trzeci album zespołu Texas wydany w roku 1993. Doszedł do 18 miejsca oficjalnej listy UK Albums Chart w Wielkiej Brytanii, gdzie spędził dwa tygodnie. Po trzech latach w październiku 1997 roku uzyskał status srebrnej przyznany przez British Phonographic Industry za sprzedaż 60 000 egzemplarzy.

## Lista utworów
| Nr  | Tytuł utworu                  | Autorzy                        | Długość |
| --- | ----------------------------- | ------------------------------ | ------- |
| 1.  | „So Called Friend”            | Spiteri / McElhone             | 3:42    |
| 2.  | „Fade Away”                   | Spiteri / McElhone             | 3:03    |
| 3.  | „Listen to Me”                | Spiteri / McElhone             | 5:02    |
| 4.  | „You Owe It All to Me”        | Spiteri / McElhone             | 3:41    |
| 5.  | „Beautiful Angel”             | Spiteri / McElhone             | 3:20    |
| 6.  | „So in Love with You”         | Spiteri / McElhone             | 4:44    |
| 7.  | „You’ve Got to Live a Little” | Spiteri / McElhone / Fox       | 3:12    |
| 8.  | „I Want to Go to Heaven”      | Spiteri / McElhone             | 3:23    |
| 9.  | „Hear Me Now”                 | Spiteri / McElhone / McErlaine | 4:11    |
| 10. | „Fearing These Days”          | Spiteri / McElhone             | 4:18    |
| 11. | „I’ve Been Missing You”       | Spiteri / McElhone             | 3:13    |
| 12. | „Winters End”                 | Spiteri / McElhone / Campbell  | 4:18    |

## Lista utworów (inne wersje)

### wersja Japonia (PHCR–1222)
| Nr  | Tytuł utworu                   | Autorzy                        | Długość |
| --- | ------------------------------ | ------------------------------ | ------- |
| 1.  | „So Called Friend”             | Spiteri / McElhone             | 3:42    |
| 2.  | „Fade Away”                    | Spiteri / McElhone             | 3:03    |
| 3.  | „Listen to Me”                 | Spiteri / McElhone             | 5:02    |
| 4.  | „You Owe It All to Me”         | Spiteri / McElhone             | 3:41    |
| 5.  | „Beautiful Angel”              | Spiteri / McElhone             | 3:20    |
| 6.  | „So in Love with You”          | Spiteri / McElhone             | 4:44    |
| 7.  | „You’ve Got to Live a Little”  | Spiteri / McElhone / Fox       | 3:12    |
| 8.  | „I Want to Go to Heaven”       | Spiteri / McElhone             | 3:23    |
| 9.  | „Hear Me Now”                  | Spiteri / McElhone / McErlaine | 4:11    |
| 10. | „Fearing These Days”           | Spiteri / McElhone             | 4:18    |
| 11. | „I’ve Been Missing You”        | Spiteri / McElhone             | 3:13    |
| 12. | „Winters End”                  | Spiteri / McElhone / Campbell  | 4:18    |
| 13. | „You’re the One I Want It For” | Spiteri / McElhone             | 4:51    |
| 14. | „Tonight I Stay With You”      | Spiteri / McElhone             | 3:36    |

### wersja USA/Kanada
| Nr  | Tytuł utworu                  | Autorzy                        | Długość |
| --- | ----------------------------- | ------------------------------ | ------- |
| 1.  | „So Called Friend”            | Spiteri / McElhone             | 3:42    |
| 2.  | „Fade Away”                   | Spiteri / McElhone             | 3:03    |
| 3.  | „Listen to Me”                | Spiteri / McElhone             | 5:02    |
| 4.  | „You Owe It All to Me”        | Spiteri / McElhone             | 3:41    |
| 5.  | „Beautiful Angel”             | Spiteri / McElhone             | 3:20    |
| 6.  | „So in Love with You”         | Spiteri / McElhone             | 4:44    |
| 7.  | „You’ve Got to Live a Little” | Spiteri / McElhone / Fox       | 3:12    |
| 8.  | „I Want to Go to Heaven”      | Spiteri / McElhone             | 3:23    |
| 9.  | „Hear Me Now”                 | Spiteri / McElhone / McErlaine | 4:11    |
| 10. | „Fearing These Days”          | Spiteri / McElhone             | 4:18    |
| 11. | „Tired Of Being Alone”        | Al Green                       | 3:13    |
| 12. | „Winters End”                 | Spiteri / McElhone / Campbell  | 4:18    |

## Miejsca na listach przebojów
| Lista                            | Pozycja |
| -------------------------------- | ------- |
| UK (Official Charts Company)     | 18      |
| Holandia (Album Top 100)         | 84      |
| Szwecja (Sverigetopplistan)      | 50      |
| Szwajcaria (Schweizer Hitparade) | 14      |

## Teledyski
| Tytuł                | Reżyser     |
| -------------------- | ----------- |
| So Called Friend     |             |
| You Owe It All to Me | Dani Jacobs |
| So in Love with You  | Matt Mahum  |
| Fade Away            |             |

## Twórcy
Źródło

### Skład podstawowy
- Sharleen Spiteri – śpiew, chórki, gitara
- Johnny McElhone – bass
- Ally McErlaine – gitara
- Eddie Campbell – instrumenty klawiszowe, chórki
- Richard Hynd – perkusja

### Gościnnie
- Rose Stone – chórki (utwór 2, 4, 6, 7, 10)
- Jean McClain – chórki (utwór 2, 4, 7, 10)
- Jimmy Z – harmonijka (utwór 4, 7)
- Richard Greene – skrzypce (utwór 3, 6)
- Armen Ksadjikian, Margaret Wooten, James V. Ross – skrzypce (utwór 3)
- Nancy Stein Ross, Melissa Hasin, Maurice Dicterow, Steve Sharf, Chris Reutinger, Ken Yerke, Haim Shtrum, Rachel Robinson, Ray Tischer II, Cynthia Morrow – skrzypce (utwór 6)

### Personel
- Realizacja nagrań – Ed Thacker
- Asystenci realizatora nagrań – Chris Laidlan, Matt Westfield, Pete Lewis
- Manager muzyczny – GR Management
- Miks – Ed Thacker
- Mastering – Bob Ludwig
- Aranżacja skrzypiec – Johnny McElhone, Eddie Campbell, Paul Fox, Jimmy Z, Courtesy of Rutheless
- Producent – Paul Fox
- Zdjęcia – Jean-Baptiste Mondino, Andrew Catlin
- Okładka – Olivier Carrie, X-Large